# Pierwszy rząd Valdisa Dombrovskisa
Pierwszy rząd Valdisa Dombrovskisa (łot. Dombrovska 1. Ministru kabinets) – centroprawicowy gabinet koalicyjny rządzący Łotwą od 12 marca 2009 do 3 listopada 2010.

## Historia
Rząd powstał w marcu 2009 po upadku centroprawicowego gabinetu Ivarsa Godmanisa. Do nowej koalicji weszły Nowa Era, Partia Ludowa, Związek Zielonych i Rolników, Związek Obywatelski oraz ugrupowanie Dla Ojczyzny i Wolności/Łotewski Narodowy Ruch Niepodległości. W marcu 2010 koalicję rządzącą opuściła Partia Ludowa, w związku z czym zwolnione zostały stanowiska ministrów zdrowia, rozwoju regionalnego i samorządności oraz sprawiedliwości. Minister kultury Ints Dālderis z TP zdecydował się pozostać w rządzie. Minister spraw zagranicznych Māris Riekstiņš ustąpił również 22 marca 2010, pozostał jednak pełniącym obowiązki ministra do czasu powołania następcy. Pod koniec kwietnia 2010 Sejm wybrał Aivisa Ronisa na nowego ministra spraw zagranicznych, a w maju 2010 zaakceptował kandydatury na Didzisa Gavarsa na ministra zdrowia oraz Dagniji Staķe na ministra rozwoju regionalnego i samorządności.
Po wyborach parlamentarnych w 2010 gabinet został zastąpiony przez drugi rząd Valdisa Dombrovskisa.

## Skład gabinetu
Premier
- Valdis Dombrovskis (Nowa Era, do 30 czerwca 2009 także minister ds. dzieci, rodziny i integracji społecznej)

Minister obrony narodowej
- Imants Lieģis (PS)

Minister spraw zagranicznych
- Māris Riekstiņš (TP, do 22 marca 2010), Aivis Ronis (bezp., od 29 kwietnia 2010)

Minister gospodarki
- Artis Kampars (Nowa Era)

Minister finansów
- Einars Repše (Nowa Era)

Minister spraw wewnętrznych
- Linda Mūrniece (Nowa Era)

Minister oświaty i nauki
- Tatjana Koķe (ZZS)

Minister kultury
- Ints Dālderis (TP)

Minister zabezpieczenia społecznego
- Uldis Augulis (ZZS)

Minister rozwoju regionalnego i samorządności
- Edgars Zalāns (TP, do 22 marca 2010), Dagnija Staķe (ZZS, od 13 maja 2010)

Minister transportu
- Kaspars Gerhards (TB/LNNK)

Minister sprawiedliwości
- Mareks Segliņš TP, do 22 marca 2010)

Minister zdrowia
- Ivars Eglītis (TP, do 17 czerwca 2009), Baiba Rozentāle (TP, od 29 czerwca 2009 do 22 marca 2010), Didzis Gavars (bezp., od 13 maja 2010)

Minister środowiska
- Raimonds Vējonis (ZZS)

Minister rolnictwa
- Jānis Dūklavs (ZZS)